# Свято-Троицкий монастырь (Войново)
Свято-Троицкий монастырь — бывший монастырь старообрядцев-федосеевцев, находящийся в Польше в населённом пункте Войново гмины Ручане-Нида Пишского повята Варминьско-Мазурского воеводства. В настоящее время в нём находится экспозиция музея истории русского старообрядчества в Польше.

## История
В 1836 году Лаврентий Растропин, известный среди федосеевцев как старец Григорьев, основал около озера Дусь небольшую пустыню. В 1845 году к нему приехал казначей московских федосеевцев Андрей Шутов, задачей которого было выяснить пригодность для проживания окрестностей, в случае если федосеевцы будут вынуждены эмигрировать из России из-за преследований со стороны российских властей. По согласованию с Лаврентием Растропиным к нему через год прибыли первые переселенцы, которые приступили к строительству жилых помещений.
В 1848 году в Экертсдорф прибыла первая группа монахов с Петром Ледневым, которые приступили к строительству монастыря. В 1849 году Пётр Леднев получил прусское гражданство и отбыл к московским федосеевцам за материальной помощью для строительства монастыря. В 1850 году Пётр Леднев принял постриг с именем Павел в монастыре староверов в Злынке на Черниговщине. В 1852 году он стал настоятелем Свято-Троицкого монастыря. При Павле Ледневе Свято-Троицкий монастырь обзавёлся хозяйством, была основана богатая библиотека и создана церковно-приходская школа, принимавшая не только детей местных староверов, но из российских федосеевских общин. В Свято-Троицком монастыре воспитывались будущие наставники для российских федосеевцев. Позднее Павел Леднев основал в населённом пункте Пуппен (сегодня — Спыхово) женский монастырь. В 1859 году из-за деятельности Павла Леднев в местной федосеевской общине произошёл раскол на две группы из-за толкований таинства брака: одна группа поддерживала новые взгляды Павла Леднева на брак, который утверждал его сакраментальную сущность и допускал новобрачных на исповедь, другая группа отвергала нововведения Павла Леднева. В 1860 году московская община федосеевцев прекратила поддерживать материально Свято-Троицкий монастырь. В этом же году монастырь перешёл под опеку санкт-петербургских федосеевцев, которые поддерживали взгляды Павла Леднева. В 1861 году в монастыре по инициативе Павла Леднева стали молиться за восстановление церковной иерархии.
В 1866 году раскол среди федосеевцев в Войнове утвердился окончательно. Большинство монахов поддерживало старые взгляды на брак. Павла Леднева поддерживала небольшая группа. Бывший настоятель и его союзники были изгнаны из Свято-Троицкого монастыря. После этого монахи стали искать поддержку у старообрядцев-поморцев. Постепенно монастырь пришёл в запустение — в 1884 году в нём проживал только лишь один монах по имени Макарий. В этом же году он оставил монашество и женился. Имущество монастыря перешло его кредитору Ульяну Словикову.
В 1885 году монахиня Евпраксия (Дикопольская) выкупила за 40 тысяч марок бывший мужской монастырь и основала в нём женскую обитель. В 1897 году в монастыре проживало восемь монахинь, которые ухаживали за местными немощными старообрядцами. В начале XX века женский Свято-Троицкий монастырь стал важным духовным центром российских федосеевцев и способствовал уменьшению тенденции перехода федосеевцев в единоверие. Инокини монастыря несколько раз выезжали в Россию, чтобы там искать новых кандидаток в монастырь. В 1909 году в монастыре проживало уже 40 монахинь. В 1913 году монастырь насчитывал 46 насельниц.
В 1914 году прусская полиция арестовала монахинь, подданных российской империи, и интернировала их в Ольштыне. Через две недели они были отпущены. В 1916 году подданные российской империи были вновь интернированы и содержались в течение нескольких месяцев под Кенигсбергом. Первая мировая война нанесла женскому монастырю значительный ущерб. В 1925 году в нём проживало 12 инокинь и 12 послушниц.
В 1968 году в монастыре проживало 2 инокини и четыре послушницы. В 2006 году умерла последняя инокиня монастыря.
В настоящее время в здании бывшего монастыря экспонируется музейная выставка, посвящённая истории русского старообрядчества в Польше.